# Autoportret cu paletă (Manet)
Autoportret cu paletă este o pictură în ulei pe pânză din 1879 a pictorului francez Édouard Manet. Această lucrare impresionistă târzie este unul dintre cele două autoportrete ale sale. Autoportretul lui Velasquez în Las Meninas a fost inspirația pentru pictura lui Manet, care, în ciuda aluziei la lucrările precedente ale artistului, este foarte modernă aducând în centrul atenției personalitatea artistului.
O serie lungă de colecționari importanți au deținut acest tablou. Cel mai recent, s-a vândut pentru 29,48 milioane dolari la Sotheby's în 22 iunie 2010.

## Descriere
Pictura de 83 × 67 cm arată un portret al pictorului Édouard Manet. În acest autoportret în care s-a prezentat ca pictor s-a înfățișat având un stil bulevardier elegant în fața unui fundal întunecat. Personajul poartă o pălărie neagră și o jachetă maro, sub care se află o cămașă albă, din care se vede doar gulerul. Decolteul jachetei costumului acoperă o cravată de mătase neagră, pe care este aplicată un știft de cravată. În mâna dreaptă, doar vag descrisă, ține o pensulă lungă de lemn cu vopsea roșie în vârf; mâna stângă ține o paletă de pictură cu încă trei pensule. Nu sunt prezentate alte accesorii. Figura este luminată din stânga prin care sunt create umbre sub brațul stâng și jumătatea dreaptă a feței. Poza modelului este ușor întoarsă spre dreapta, astfel încât jumătatea dreaptă a corpului este mai închisă decât jumătatea stângă. Privirea pictorului este îndreptată înainte spre privitor.
Deoarece Manet aproape sigur nu era stângaci, tabloul este o imagine în oglindă.